# Pentodon variolopunctatum
Pentodon variolopunctatum är en skalbaggsart som beskrevs av Leon Fairmaire 1879. Pentodon variolopunctatum ingår i släktet Pentodon och familjen Dynastidae. Utöver nominatformen finns också underarten P. v. deserti.